# Microsorum baithoense
Microsorum baithoense là một loài dương xỉ trong họ Polypodiaceae. Loài này được Vu Nguyen Tu mô tả khoa học đầu tiên năm 1979.
Danh pháp khoa học của loài này chưa được làm sáng tỏ. 